# Star Academy 1 (Francja)
Star Academy 1 – pierwszy sezon francuskiego show telewizyjnego Star Academy, produkowanego przez Endemol. Program nadawany był we francuskiej stacji telewizyjnej TF1. Trwał od 20 października 2001 roku do 12 stycznia 2002 roku. Celem programu było wykreowanie nowej gwiazdy. Szesnaścioro uczestników zamknięto na trzy miesiące w Akademii – pałacyku pod Paryżem, gdzie pod okiem nauczycieli m.in. śpiewu, tańca, ekspresji scenicznej, kształcili się na przyszłe gwiazdy. Co tydzień jedno z nich, w nadawanych na żywo koncertach, odpadało z programu. Prezenterem, podobnie jak w kolejnych edycjach, był Nikos Aliagas. Dyrektorką Akademii została Alexia Laroche-Joubert, zaś tak zwanym parrain, czyli gwiazdą wspierającą uczniów akademii w ich staraniach o zostanie gwiazdą, został Florent Pagny. Zwyciężczynią tej edycji została 19-letnia wówczas Jenifer Bartoli.

## Uczestnicy
- Amandine Bisqueret
- Carine Goossens Haddadou
- Lady Bird
- Cécile Bountry
- Djalil Amine
- François Roure
- Grégory Gulli
- Jean-Pascal Lacoste
- Jenifer Yaël Dadouche Bartoli
- Jessica Márquez
- Khalifa M'baye
- Mario Barravecchia
- Olivia Blanc
- Patrice Maktav
- Sidonie Koch
- Stéphane Bosmans

## Przebieg sezonu- nominacje i eliminacje
Poniższa lista przedstawia nominacje w poszczególnych tygodniach. Uczestnik uratowany przez widzów zaznaczony jest kursywą. Uczestnik uratowany przez pozostałych uczestników nie posiada osobnego zaznaczenia. Uczestnik wyeliminowany zaznaczony jest przekreśleniem.
- Djalil/Carine/Khalifa/Catherine
- Amandine/Grégory/Stéphane
- dobrowolne odejście Amandine
- Jean-Pascal/Sidonie/Grégory
- Patrice/Jessica/Sidonie
- Jessica/Patrice/Cécile
- Jean-Pascal/Patrice/François
- Jean-Pascal/Patrice/Djalil
- Jean-Pascal/Jessica/Patrice- w tym tygodniu nikt nie został wyeliminowany. Był to bożonarodzeniowy prezent dla uczestników.
- Półfinał kobiet: Jenifer/Carine/Olivia/Jessica
- Półfinał mężczyzn: Mario/Jean-Pascal/Patrice
- Finał: Jenifer/Mario

W specjalnym tournée, które miało być nagrodą dla najlepszych uczestników wzięli udział: Jenifer, Mario, Jean-Pascal, Patrice, Olivia, Jessica, Carine, Djalil, François i Grégory.

## Zaproszone gwiazdy
- Florent Pagny
- Nicoletta
- Andrea Bocelli
- Dany Brillant
- Catherine Lara
- Lara Fabian
- Manau
- Larusso
- Ménélik
- Patricia Kaas
- Patrick Bruel
- Organiz
- Marc Lavoine
- Pascal Obispo
- Lorie